# Chung kết Cúp FA 2022
Trận chung kết Cúp FA 2022 là trận đấu cuối cùng của Cúp FA 2021–22 và là trận chung kết lần thứ 141 của Cúp FA. Trận đấu được tổ chức tại sân vận động Wembley ở Luân Đôn, Anh, vào ngày 14 tháng 5 năm 2022. Trận đấu là cuộc đọ sức giữa Chelsea và Liverpool. Đây là lần đầu tiên cả 2 đội gặp nhau ở cả Chung kết Cúp EFL và Chung kết Cúp FA trong cùng một mùa giải kể từ lần gần nhất Arsenal gặp Sheffield Wednesday năm 1993. Được tổ chức bởi Hiệp hội bóng đá (FA), đây là trận chung kết thứ 141 của Cúp FA và là trận đấu tiêu biểu của giải đấu cúp sơ cấp của bóng đá Anh. Trận đấu cũng đánh dấu 150 năm kể từ khi trận chung kết FA Cup đầu tiên được diễn ra vào năm 1872.
Liverpool giành chiến thắng trên loạt sút luân lưu sau khi trận đấu kết thúc sau hiệp phụ mà không có bàn thắng; đây là trận chung kết đầu tiên kết thúc không bàn thắng kể từ năm 2005 và là trận đầu tiên diễn ra loạt sút luân lưu kể từ chiến thắng trước đó của Liverpool năm 2006. Huấn luyện viên Jürgen Klopp của Liverpool trở thành huấn luyện viên người Đức đầu tiên vô địch Cúp FA. Chelsea lập kỷ lục khi thua trận chung kết thứ ba liên tiếp, sau thất bại lần lượt trước Arsenal và Leicester City ở chung kết năm 2020 và 2021.
Với tư cách là đương kim vô địch, Liverpool đủ điều kiện tham dự giải đấu UEFA Champions League nhờ vị trí của họ tại Premier League 2021–22, vị trí tham dự giải đấu UEFA Europa League 2022–23 thuộc về đội đứng thứ 6 tại Premier League là Manchester United.

## Đường đến trận chung kết

### Chelsea
| Vòng                                                         | Đối thủ             | Tỷ số |
| ------------------------------------------------------------ | ------------------- | ----- |
| 3                                                            | Chesterfield (H)    | 5–1   |
| 4                                                            | Plymouth Argyle (H) | 2–1   |
| 5                                                            | Luton Town (A)      | 3–2   |
| TK                                                           | Middlesbrough (A)   | 2–0   |
| BK                                                           | Crystal Palace (N)  | 2–0   |
| Ghi chú: (H) = Sân nhà; (A) = Sân khách; (N) = Sân trung lập |                     |       |

Là một câu lạc bộ Premier League, Chelsea tham gia vòng 3, nơi họ chơi trên sân nhà Stamford Bridge đánh bại Chesterfield. Họ đánh bại Plymouth Argyle ở vòng 4 tại sân nhà Stamford Bridge. Ở vòng 5, họ đánh bại Luton Town trên sân Kenilworth Road.
Chelsea làm khách khi họ đánh bại Middlesbrough ở trận tứ kết trên sân vận động Riverside. Ở trận bán kết, Chelsea thi đấu ở sân trung lập Wembley, nơi họ đánh bại Crystal Palace.

### Liverpool
| Vòng                                                         | Đối thủ               | Tỷ số |
| ------------------------------------------------------------ | --------------------- | ----- |
| 3                                                            | Shrewsbury Town (H)   | 4–1   |
| 4                                                            | Cardiff City (H)      | 3–1   |
| 5                                                            | Norwich City (H)      | 2–1   |
| TK                                                           | Nottingham Forest (A) | 1–0   |
| BK                                                           | Manchester City (N)   | 3–2   |
| Ghi chú: (H) = Sân nhà; (A) = Sân khách; (N) = Sân trung lập |                       |       |

Là một câu lạc bộ Premier League, Liverpool tham gia vòng 3, nơi họ chơi trên sân nhà Anfield và đánh bại Shrewsbury Town. Ở vòng 4, họ đánh bại Cardiff City với tỉ số 3–1 cũng tại Anfield. Họ cũng đánh bại Norwich City trên sân nhà ở vòng 5. Họ đánh bại Nottingham Forest trên sân khách City Ground trong trận tứ kết, rước khi đánh bại Manchester City tại Sân vận động Wembley.

## Trước trận đấu
Đây là lần gặp nhau thứ hai giữa hai đội trong một trận chung kết FA Cup, sau lần gặp nhau vào năm 2012, khi Chelsea thắng 2-1. Họ cũng gặp nhau trong bốn trận đấu quyết định danh hiệu khác; trận chung kết Cúp EFL 2005 và 2022, Siêu cúp Anh năm 2006 và Siêu cúp châu Âu 2019; Chelsea thắng trận gặp nhau năm 2005 và Liverpool thắng ba trận còn lại. Hai đội đã gặp nhau hồi đầu mùa giải, trong trận Chung kết Cúp EFL 2022, trong đó Liverpool thắng trên loạt sút luân lưu, với cả hai trận đấu giữa hai đội ở mùa giải Premier League 2021–22 kết thúc với tỷ số hòa, 1–1 tại Anfield và 2–2 tại Stamford Bridge. Đây là lần đầu tiên cả 2 đội gặp nhau ở cả Chung kết Cúp EFL và Chung kết Cúp FA trong cùng một mùa giải kể từ khi Arsenal gặp Sheffield Wednesday năm 1993. 

## Trận đấu

### Chi tiết
| Chelsea                                                              | 0–0 (s.h.p.) | Liverpool                                                                  |
| -------------------------------------------------------------------- | ------------ | -------------------------------------------------------------------------- |
|                                                                      | Chi tiết     |                                                                            |
| Loạt sút luân lưu                                                    |              |                                                                            |
| - Alonso - Azpilicueta - James - Barkley - Jorginho - Ziyech - Mount | 5–6          | - Milner - Alcântara - Firmino - Alexander-Arnold - Mané - Jota - Tsimikas |

| Chelsea | Liverpool |

| GK               | 16 | Édouard Mendy      |     |      |      |
| CB               | 14 | Trevoh Chalobah    |     | 106' |      |
| CB               | 6  | Thiago Silva       |     |      |      |
| CB               | 2  | Antonio Rüdiger    |     |      |      |
| RM               | 24 | Reece James        | 77' |      |      |
| CM               | 5  | Jorginho (c)       |     |      |      |
| CM               | 8  | Mateo Kovačić      |     | 66'  |      |
| LM               | 3  | Marcos Alonso      |     |      |      |
| AM               | 19 | Mason Mount        |     |      |      |
| AM               | 10 | Christian Pulisic  |     | 106' |      |
| CF               | 9  | Romelu Lukaku      |     | 85'  |      |
| Dự bị:           |    |                    |     |      |      |
| GK               | 1  | Kepa Arrizabalaga  |     |      |      |
| DF               | 28 | César Azpilicueta  |     | 106' |      |
| DF               | 31 | Malang Sarr        |     |      |      |
| MF               | 7  | N'Golo Kanté       |     | 66'  |      |
| MF               | 12 | Ruben Loftus-Cheek |     | 106' | 120' |
| MF               | 17 | Saúl               |     |      |      |
| MF               | 18 | Ross Barkley       |     |      | 120' |
| MF               | 22 | Hakim Ziyech       |     | 85'  |      |
| FW               | 11 | Timo Werner        |     |      |      |
| Huấn luyện viên: |    |                    |     |      |      |
| Thomas Tuchel    |    |                    |     |      |      |

| GK               | 1  | Alisson                |  |      |
| RB               | 66 | Trent Alexander-Arnold |  |      |
| CB               | 5  | Ibrahima Konaté        |  |      |
| CB               | 4  | Virgil van Dijk        |  | 91'  |
| LB               | 26 | Andrew Robertson       |  | 111' |
| CM               | 8  | Naby Keïta             |  | 74'  |
| CM               | 14 | Jordan Henderson (c)   |  |      |
| CM               | 6  | Thiago Alcântara       |  |      |
| RF               | 11 | Mohamed Salah          |  | 33'  |
| CF               | 10 | Sadio Mané             |  |      |
| LF               | 23 | Luis Díaz              |  | 98'  |
| Dự bị:           |    |                        |  |      |
| GK               | 62 | Caoimhín Kelleher      |  |      |
| DF               | 12 | Joe Gomez              |  |      |
| DF               | 21 | Kostas Tsimikas        |  | 111' |
| DF               | 32 | Joël Matip             |  | 91'  |
| MF               | 7  | James Milner           |  | 74'  |
| MF               | 17 | Curtis Jones           |  |      |
| FW               | 9  | Roberto Firmino        |  | 98'  |
| FW               | 20 | Diogo Jota             |  | 33'  |
| FW               | 27 | Divock Origi           |  |      |
| Huấn luyện viên: |    |                        |  |      |
| Jürgen Klopp     |    |                        |  |      |

| Cầu thủ xuất sắc nhất trận đấu: Luis Díaz (Liverpool) Trợ lý trọng tài: Dan Cook (Hampshire) Edward Smart (Birmingham) Trọng tài thứ 4: David Coote (Nottinghamshire) Trợ lý trọng tài dự bị: Dan Robathan (Norfolk) Trợ lý trọng tài video: Paul Tierney (Lancashire) Trợ lý của tổ trợ lý trọng tài video: Simon Bennett (Staffordshire) | Luật trận đấu: - 90 phút thi đấu - 30 phút hiệp phụ nếu tỷ số hoà - Loạt sút luân lưu nếu tỷ số vẫn hoà - 9 cầu thủ dự bị - Tối đa thay cầu thủ là 5 người, được thêm 1 lượt thay cầu thủ ở hiệp phụ |

### Số liệu thống kê
| Thống kê             | Chelsea | Liverpool |
| -------------------- | ------- | --------- |
| Tổng số bàn thắng    | 0       | 0         |
| Tổng số cú sút       | 10      | 17        |
| Cú sút trúng đích    | 2       | 2         |
| Số lần cản phá       | 2       | 2         |
| Tỉ lệ kiểm soát bóng | 47%     | 53%       |
| Phạt góc             | 5       | 5         |
| Phạm lỗi             | 13      | 12        |
| Việt vị              | 1       | 1         |
| Thẻ vàng             | 1       | 0         |
| Thẻ đỏ               | 0       | 0         |